# Куч-Болагі
Куч-Болагі (перс. قوچ بلاغي) — село в Ірані, у дегестані Баят, у бахші Новбаран, шагрестані Саве остану Марказі. За даними перепису 2006 року, його населення становило 15 осіб, що проживали у складі 5 сімей.

## Клімат
Середня річна температура становить 11,54 °C, середня максимальна – 31,28 °C, а середня мінімальна – -11,26 °C. Середня річна кількість опадів – 273 мм.
| Клімат поселення                              | Клімат поселення | Клімат поселення | Клімат поселення | Клімат поселення | Клімат поселення | Клімат поселення | Клімат поселення | Клімат поселення | Клімат поселення | Клімат поселення | Клімат поселення | Клімат поселення | Клімат поселення |
| Показник                                      | Січ.             | Лют.             | Бер.             | Квіт.            | Трав.            | Черв.            | Лип.             | Серп.            | Вер.             | Жовт.            | Лист.            | Груд.            |                  |
| Середній максимум, °C                         | 5,73             | 7,41             | 12,98            | 19,06            | 23,70            | 29,80            | 31,28            | 30,66            | 25,78            | 19,88            | 12,77            | 6,96             |                  |
| Середня температура, °C                       | −2,76            | −1,08            | 4,48             | 10,56            | 15,22            | 21,32            | 25,17            | 24,56            | 19,67            | 13,78            | 6,66             | 0,86             |                  |
| Середній мінімум, °C                          | −11,26           | −9,57            | −4               | 2,08             | 6,74             | 12,84            | 19,05            | 18,45            | 13,55            | 7,67             | 0,54             | −5,25            |                  |
| Норма опадів, мм                              | 38               | 36               | 48               | 39               | 33               | 5                | 1                | 1                | 0                | 12               | 23               | 37               |                  |
| Середньомісячна швидкість вітру, м/с          | 1.85             | 2.55             | 3.07             | 3.10             | 2.72             | 2.58             | 2.60             | 2.50             | 2.23             | 2.20             | 1.70             | 2.04             |                  |
| Середньомісячна сонячна радіація, кДж/м²·день | 8410             | 11440            | 14238            | 17864            | 21953            | 26606            | 25899            | 23671            | 20274            | 14660            | 10500            | 8379             |                  |
| --------------------------------------------- | ---------------- | ---------------- | ---------------- | ---------------- | ---------------- | ---------------- | ---------------- | ---------------- | ---------------- | ---------------- | ---------------- | ---------------- | ---------------- |
| Джерело:                                      |                  |                  |                  |                  |                  |                  |                  |                  |                  |                  |                  |                  |                  |